# Januszewo (Biskupiec)
Januszewo (deutsch Johannisberg) ist ein Ort in der polnischen Woiwodschaft Ermland-Masuren. Er gehört zur Gmina Biskupiec (Stadt-und-Land-Gemeinde Bischofsburg) im Powiat Olsztyński (Kreis Allenstein).

## Geographische Lage
Januszewo liegt in der westlichen Mitte der Woiwodschaft Ermland-Masuren, 22 Kilometer südwestlich der früheren Kreisstadt Rößel (polnisch Reszel) bzw. 35 Kilometer nordöstlich der heutigen Kreismetropole und Woiwodschaftshauptstadt Olsztyn (deutsch Allenstein).

## Geschichte
Der Abbau Milkau genannte große Hof erhielt am 19. Januar 1855 den Ortsnamen „Johannisberg“. Bis 1945 war er ein Wohnplatz in der Stadtgemeinde Biskupiec (Bischofsburg) im ostpreußischen Kreis Rößel. Im Jahre 1885 zählte Johannisberg 31, im Jahre 1905 bereits 88 Einwohner.
Als 1945 in Kriegsfolge das gesamte südliche Ostpreußen an Polen fiel, erhielt Johannisberg die polnische Namensform „Januszewo“. Der kleine Ort ist heute Teil der Stadt-und-Land-Gemeinde Biskupiec (Bischofsburg) im Powiat Olsztyński (Kreis Allenstein), von 1975 bis 1998 der Woiwodschaft Olsztyn, seither der Woiwodschaft Ermland-Masuren zugehörig.

## Kirche
Bis 1945 war Johannisberg in die evangelische Kirche Bischofsburg (polnisch Biskupiec) in der Kirchenprovinz Ostpreußen der Kirche der Altpreußischen Union, außerdem in die römisch-katholische Kirche der Stadt im damaligen Bistum Ermland eingepfarrt.
Heute gehört Januszewo katholischerseits weiterhin zur Stadtpfarrei Biskupiec, die nun dem Erzbistum Ermland zugeordnet ist. Evangelischerseits ist der Ort jetzt zur Kapellengemeinde Biskupiec hin orientiert, einer Filialgemeinde der Kirche Sorkwity (Sorquitten) in der Diözese Masuren der Evangelisch-Augsburgischen Kirche in Polen.

## Verkehr
Januszewo ist über eine Nebenstraße von der Stadt Biskupiec aus zu erreichen. Eine Bahnanbindung besteht nicht.                 